# Walenty Zwierkowski
Walenty Józef Wincenty Zwierkowski (ur. 20 lutego 1788 w Mokrzeszy, zm. 15 grudnia 1859 w Paryżu) – polski publicysta niepodległościowy, polityk, uczestnik wojen napoleońskich i powstania listopadowego w stopniu majora, wolnomularz, trzykrotnie poseł na Sejm (1825, 1830 i 1830–1831).

## Życiorys
Był synem Ignacego Zwierkowskiego (adiutanta Kazimierza Pułaskiego) i Marianny Teodory z Kałuskich. Uczył się w Piotrkowie Trybunalskim w kolegium pijarów, potem w Krakowie. Studia odbywał na Uniwersytecie Marcina Lutra w Halle. Porzucił jednak studia w roku 1807, powrócił do kraju i zaciągnął się do Legii Kaliskiej formowanej przez gen. Józefa Zajączka, która została wysłana na Pomorze. Brał udział w blokadzie Grudziądza, w potyczce z Rosjanami i w działaniach wojennych nad rzeką Omulew. Po zakończeniu kampanii pruskiej w 1807 roku Zwierkowski służył krótko pod płk. Chłopickim w Legii Nadwiślańskiej, a następnie, w Hiszpanii, w 1 Pułku Szwoleżerów-Lansjerów Gwardii Cesarskiej (w wykazie żołnierzy formacji występuje wraz z bratem, z numerami książeczek żołdu: Antoni Zwierkowski 247, Walenty Józef Zwierkowski 275).
Wycofał się ze służby czynnej po odniesieniu rany w bitwie pod Wagram, ala w marcu 1813 brał udział w formowaniu w Krakowie przez Kozietulskiego „detaszowanego szwadronu szwoleżerów”.
Po klęsce Napoleona osiadł na roli w majątku Biała Wielka w gminie Lelów w powiecie częstochowskim, a przed zdobyciem mandatu posła na Sejm Królestwa Polskiego z Olkusza w roku 1825 był sędzią pokoju i radcą rady wojewódzkiej województwa krakowskiego z powiatu lelowskiego w 1819 roku. Podczas uroczystości koronacyjnych Mikołaja na króla polskiego, Zwierkowski odmówił udziału w balu wydanym przez Senat i posłów na cześć monarchy.
Kaliszanin. Deputowany na Sejm w 1830.
Uczestnik powstania listopadowego w stopniu majora 2. pułku krakusów i pułkownika Gwardii Narodowej. Deputowany z cyrkułu VII Warszawa na sejm 1830-1831 roku. 7 lutego 1831, na wniosek Zwierkowskiego (wiceprezesa Towarzystwa Patriotycznego) parlament podjął uchwałę o kokardzie narodowej, którą stanowiły kolory herbowe Królestwa Polskiego i Wielkiego Księstwa Litewskiego, to jest kolor biały z czerwonym jako propozycja kompromisowa pomiędzy barwą białą – nadaną przez Augusta II Mocnego i proponowaną przez konserwatystów oraz oznaką biało-czerwono-szafirową – barwami konfederacji barskiej. Podpis Zwierkowskiego jako sekretarza Sejmu widnieje na oryginale uchwały.
Izba Senatorska i Izba Poselska po wysłuchaniu Wniosków Komisji Sejmowych, zważywszy potrzebę nadania jednostajnej oznaki, pod którą winni się łączyć Polacy, postanowiły i stanowią:
Artykuł 1.
Kokardę Narodową stanowić będą kolory herbu Królestwa Polskiego i Wielkiego Księstwa Litewskiego, to jest kolor biały z czerwonym.
Artykuł 2.
Wszyscy Polacy, a mianowicie Wojsko Polskie te kolory nosić mają w miejscu gdzie takowe oznaki dotąd noszonymi były.
Przyjęto na posiedzeniu Izby Poselskiej dnia 7 lutego 1831 roku.
Po upadku powstania wyjechał do Paryża, dzięki czemu uniknął kary śmierci, wydanej przez Sąd Najwyższy Kryminalny. Później przeniósł się do Brukseli i wstąpił do założonego przez Lelewela Związku Dzieci Ludu Polskiego. Brał udział w pracach posłów i senatorów, próbujących kontynuować na emigracji misję sejmu powstańczego. W czasie Wiosny Ludów powrócił do kraju, przebywał m.in. w Krakowie i Wrocławiu, po czym znów wyjechał do Francji.
Działacz Wielkiej Emigracji: Zemsty Ludu i Młodej Polski, członek TDP i Zjednoczenia Emigracji Polskiej, znany i popularny publicysta niepodległościowy.
Był autorem Wspomnień o pułku gwardii Konnej Polskiej przy Napoleonie, Historii ostatnich zdarzeń 1831 roku i Rysu powstania, walk i działań Polaków 1830 i 1831 roku. Został pochowany na Cmentarzu Montmartre w Paryżu.
Generał Józef Załuski w swych „Wspomnieniach” pisał o nim tak:
„Walentego Zwierkowskiego poznałem w Madrycie, przed d. 2-go maja r. 1808 (Dos de Mayo). W Kampanii zimowej przeciwko Anglikom z r. 1808 na 9 w okolicach rzeki Esla i miasta Beneventa w potyczce z jazdą angielską pod wsią Servinianos Zwierkowski obok kapitana Seweryna Fredro ratował mnię z zagranicznej przewagi, i obaj zostali ranni od angielskiego pałasza; następnie w walnej bitwie pod Wagram powtórnie ranny i przez zabicie konia stłuczony opuścił nasz pułk i służbę wojskową. Później zasłużył się jako obywatel sprawie narodowej znakomicie, jako poseł na sejmy królestwa kongresowego. W roku 1831 został majorem Krakusów i powszechnie znany i kochany zmarł w Paryżu...”
Postać Walentego Zwierkowskiego, jego życie i działalność polityczna, są jednym z tematów, jakie podjął Marian Brandys w swym reportażu historycznym pt. Czcigodni weterani, opublikowanym w cyklu Koniec świata szwoleżerów (1972).